# Ça t'la coupe
Pour plus de détails, voir Fiche technique et Distribution.
Ça t'la coupe (Girl Shy) est une comédie romantique américaine, en noir et blanc et muet, réalisée par Fred C. Newmeyer et Sam Taylor et sortie en 1924. Ce film met en scène le comique Harold Lloyd.

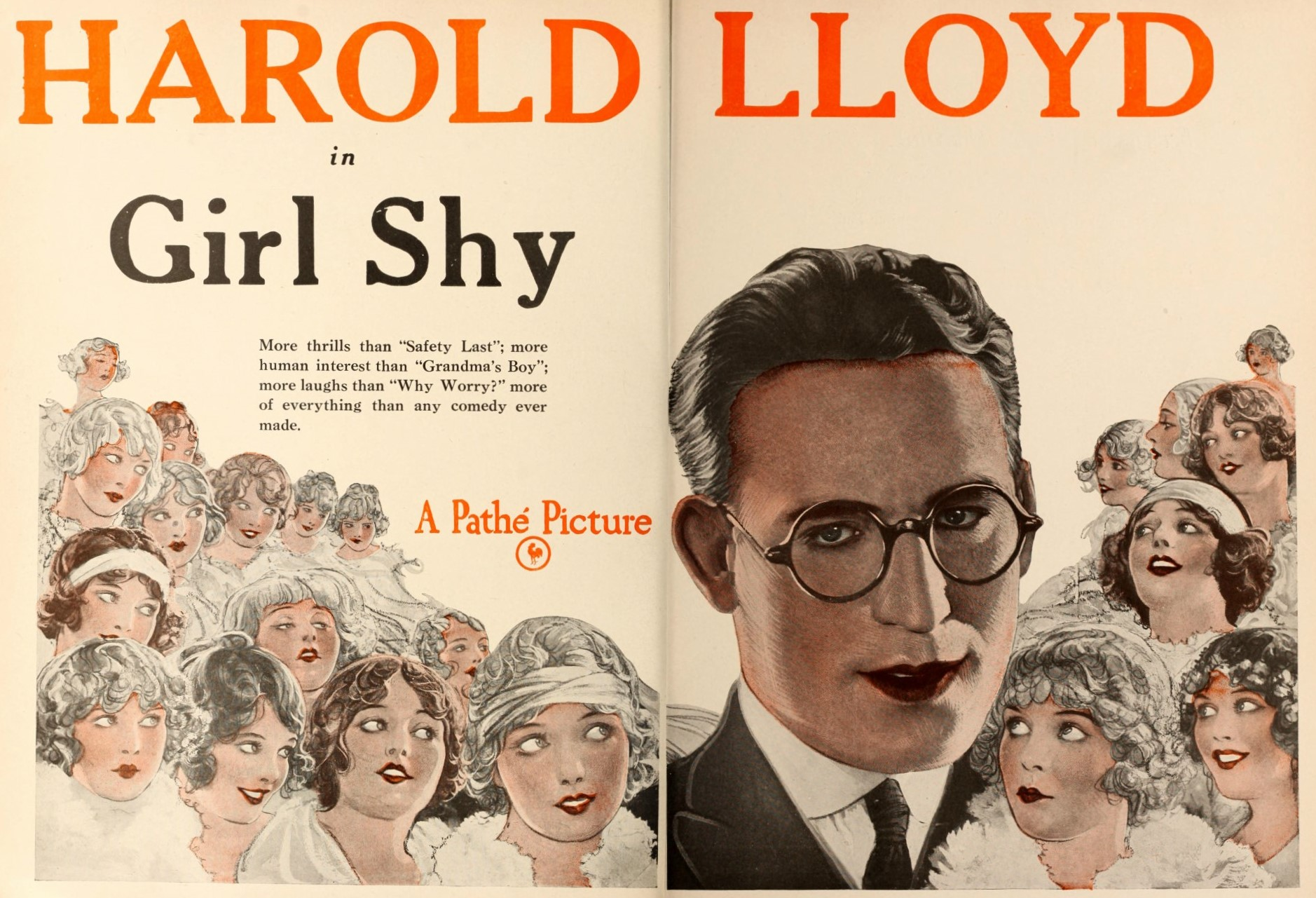
Publicité de Motion Picture News

## Synopsis
Harold Meadows est un timide célibataire qui travaille comme apprenti tailleur auprès de son oncle. Il a écrit un livre qui donne des conseils aux gens timides comme lui pour trouver l'amour. C'est alors qu'il croise Mary, une fille riche, et les deux tombent amoureux l'un de l'autre, mais Mary est déjà promise à un autre…

## Fiche technique
- Titre : Ça t'la coupe
- Titre original : Girl Shy
- Réalisation : Fred C. Newmeyer, Sam Taylor
- Scénario : Sam Taylor, Tim Whelan, Ted Wilde, Thomas J. Gray
- Musique : Don Hulette et Don Peake (1974), Robert Israel (2002)
- Directeur de la photographie : Walter Lundin
- Montage : Allen McNeil
- Direction artistique : Liell K. Vedder
- Production : Harold Lloyd, The Harold Lloyd Corporation
- Pays d'origine :  États-Unis
- Genre : Comédie romantique
- Durée : 82 minutes
- Dates de sortie :
  - États-Unis : 20 avril 1924
  - Finlande : 12 octobre 1924
  - Japon : 18 juillet 1946

## Distribution
- Harold Lloyd : Harold Meadows
- Jobyna Ralston : Mary Buckingham
- Richard Daniels (en) : Jerry Meadows

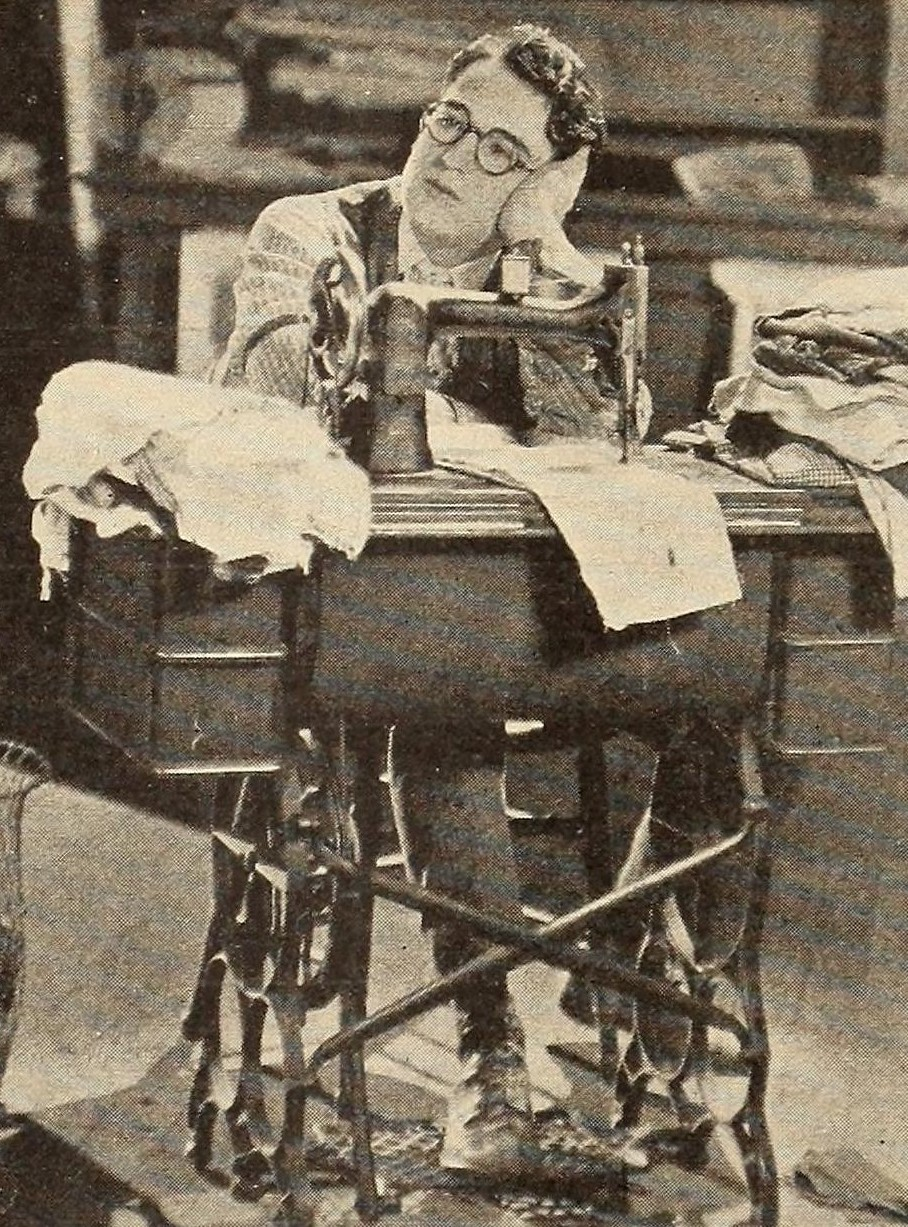
Harold Lloyd comme Harold Meadows

- Carlton Griffin (en) : Ronald DeVore, l’homme riche
- Sammy Brooks : le passager du train
- Joe Cobb (en) : le garçon dans la boutique
- Jackie Condon : garçon
- Mickey Daniels : garçon vendeur de journaux
- Wallace Howe : contrebandier
- Gus Leonard : le passager barbu
- Nola Luxford : la femme de l'homme riche
- Earl Mohan : le cocher
- William Orlamond : l'assistant
- Charles Stevenson : le conducteur du train

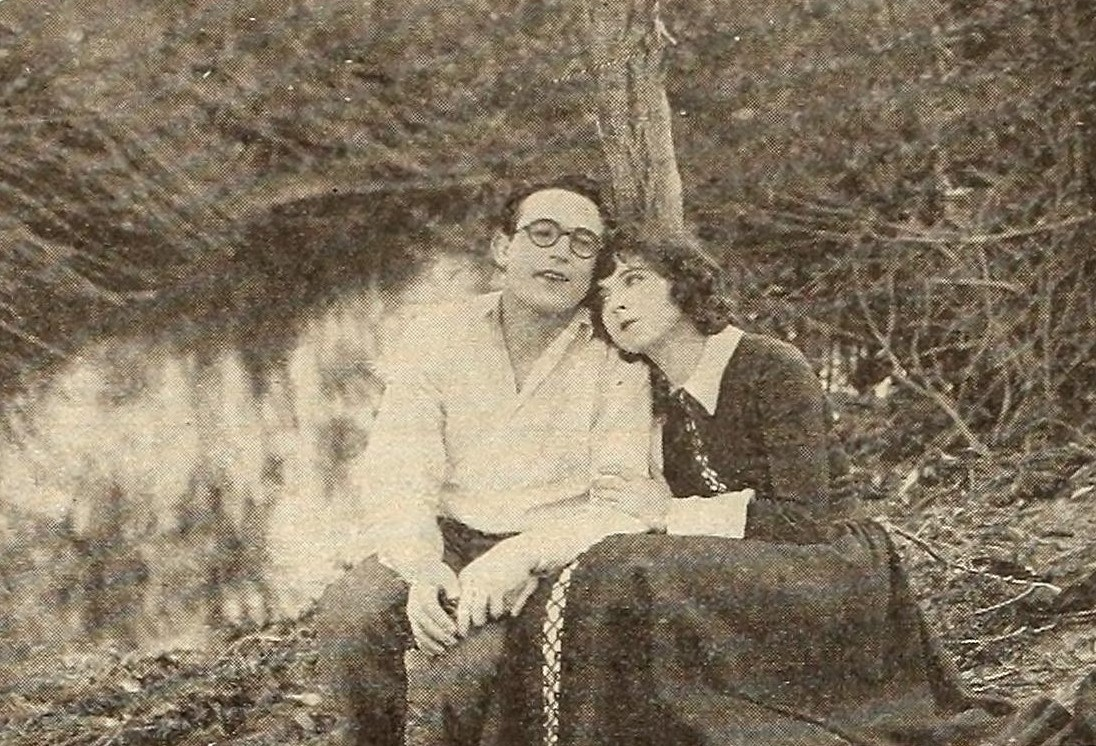
Harold Meadows et Mary Buckingham

## Récompenses et distinctions

### Nominations
- Saturn Award 2006 :
  - Saturn Award de la meilleure collection DVD (au sein du coffret Harold Lloyd Collection)